# Pittsboro (Mississippi)
Pittsboro település az Amerikai Egyesült Államok Mississippi államában, Calhoun megyében, melynek megyeszékhelye is. Lakosainak száma 157 fő (2020. április 1.).

## Népesség
A település népességének változása:

| 2010 | 202 |
| 2020 | 157 |